# إيان غرينبيرغ
إيان غرينبيرغ هو مسير أعمال كندي، ولد في 15 يونيو 1942 في مونتريال في كندا.